# Catharsius dayacus
Catharsius dayacus är en skalbaggsart som beskrevs av Lansberge 1886. Catharsius dayacus ingår i släktet Catharsius och familjen bladhorningar. Inga underarter finns listade.